# Autcraft
Autcraft je Minecraft server určený jako bezpečné útočiště pro děti s neurodiverzitou nebo diagnózou autismu.

## Historie
Byl založen v roce 2013 a stal se prvním Minecraft serverem vytvořeným s ohledem na neurodiverzitu. Založil ho Stuart Duncan, webový vývojář z kanadského Timminsu, jehož syn má diagnostikovaný autismus a ve hře je známý jako AutismFather. Server vznikl proto, aby takové děti mohly hrát svou oblíbenou hru s ostatními, aniž by jim hrozila šikana a diskriminace. Server spravují dospělí lidé s neurodiverzitou i bez ní, stejně jako jejich přátelé nebo rodina. Ke květnu 2017 měl server 8 000 unikátních hráčů.
Na otázku ohledně serveru Duncan uvedl: „Prostě jim dáváme najevo, že nejsou sami... Jsme tu jeden pro druhého a budeme se navzájem podporovat tak dlouho, jak bude třeba... Všichni víme, jak hrozně se někdy můžeme cítit, a nikdo z nás nechce, aby se ostatní cítili stejně“.